# Thalassodes hypocrites
Thalassodes hypocrites là một loài bướm đêm trong họ Geometridae.